# Třída Jan van Amstel
Třída Jan van Amstel byla třída nizozemských minolovek z období druhé světové války. Vyvinuta byla pro službu v domácích vodách i v koloniích. Sekundárně mohly sloužit i jako minonosky. Celkem bylo postaveno devět jednotek této třídy. Ve službě byly od roku 1937. Objednávka na dalších pět se neuskutečnila. Za druhé světové války tři jednotky ukořistilo Německo. Celkem pět minolovek bylo za války potopeno. Po jedné jednotce za války provozovala i námořnictva Austrálie a Velké Británie. Minolovka Abraham Crijnssen se dochovala jako muzejní loď.

## Stavba
Konstrukčně navazovala na předcházející minolovky třídy A. Celkem bylo postaveno devět jednotek této třídy. Postavily je loděnice Machinefabriek en Scheepswerf van P. Smit Jr. (P. Smit) v Rotterdamu a Gusto ve Schiedamu. Osm jednotek první série bylo do služby přijato roku 1937. Po vypuknutí války byly objednány další čtyři minolovky, z nichž byl založen kýl pouze u jedné. Tato celkově devátá jednotka byla nedokončená ukořistěna Němci a jimi zařazena roku 1940. Roku 1940 byly objednány ještě dvě, ale jejich stavba rovněž nezačala.
Jednotky třídy Jan van Amstel:
| Jméno                 | Loděnice | Zahájení stavby    | Spuštěna        | Vstup do služby   | Poznámky |
| --------------------- | -------- | ------------------ | --------------- | ----------------- | --- |
| Jan van Amstel        | P. Smit  | 21. března 1936    | 27. srpna 1936  | 15. března 1937   | Dne 6. března 1942 poškozena japonským letectvem a dne 8. března 1942 potopena japonským torpédoborcem Arašio u ostrova Madura. |
| Pieter de Bitter      | P. Smit  | 21. března 1936    | 29. října 1936  | 26. května 1937   | Dne 6. března 1942 potopena vlastní posádkou v Surabaji. |
| Abraham Crijnssen     | Gusto    | 21. března 1936    | 22. září 1936   | 26. května 1937   | Dokázala uniknout z Nizozemské východní Indie do Austrálie. Dne 28. září 1942 zařazena do australského námořnictva a sloužila jako eskortní plavidlo. Dne 5. května 1943 byla vrácena nizozemskému námořnictvu. Vyřazena 1961. Další roky sloužila ve výcviku. Roku 1995 byla věnována muzeu v Den Helderu a přeměněna na muzejní loď. |
| Eland Dubois          | Gusto    | 21. března 1936    | 24. října 1936  | 21. června 1937   | Dne 8. března 1942 potopena vlastní posádkou u ostrova Madura. |
| Willem van Ewijck     | P. Smit  | 1936               | 22. února 1937  | 19. července 1937 | Dne 8. září 1939 potopena minou. |
| Pieter Florisz        | P. Smit  | 22. listopadu 1936 | 11. května 1937 | 13. září 1937     | Dne 14. května 1940 potopena v Enkhuizenu. Vyzvednuta a zařazena do Kriegsmarine jako M551. V květnu 1945 vrácena Nizozemsku jako Pieter Florisz. Vyřazena 1961. |
| Jan van Gelder        | Gusto    | 10. října 1936     | 27. března 1937 | 13. září 1937     | Od března 1943 do května 1945 provozována britským královským námořnictvem. Od roku 1950 využívána ke kladení sítí. Vyřazen 1961. |
| Abraham van der Hulst | Gusto    | 13. listopadu 1936 | 31. května 1937 | 11. října 1937    | Dne 14. května 1940 potopena v Enkhuizen. Vyzvednuta a zařazena do Kriegsmarine jako M553. Dne 20. srpna 1944 potopena. |
| Willem van Ewijck     | P. Smit  | 1940               | 26. srpna 1940  | 26. srpna 1940    | Ukořistěna Německem a zařazena do Kriegsmarine jako M552. V květnu 1945 vrácena Nizozemsku jako Abraham van der Hulst. Vyřazena 1961. |

## Konstrukce

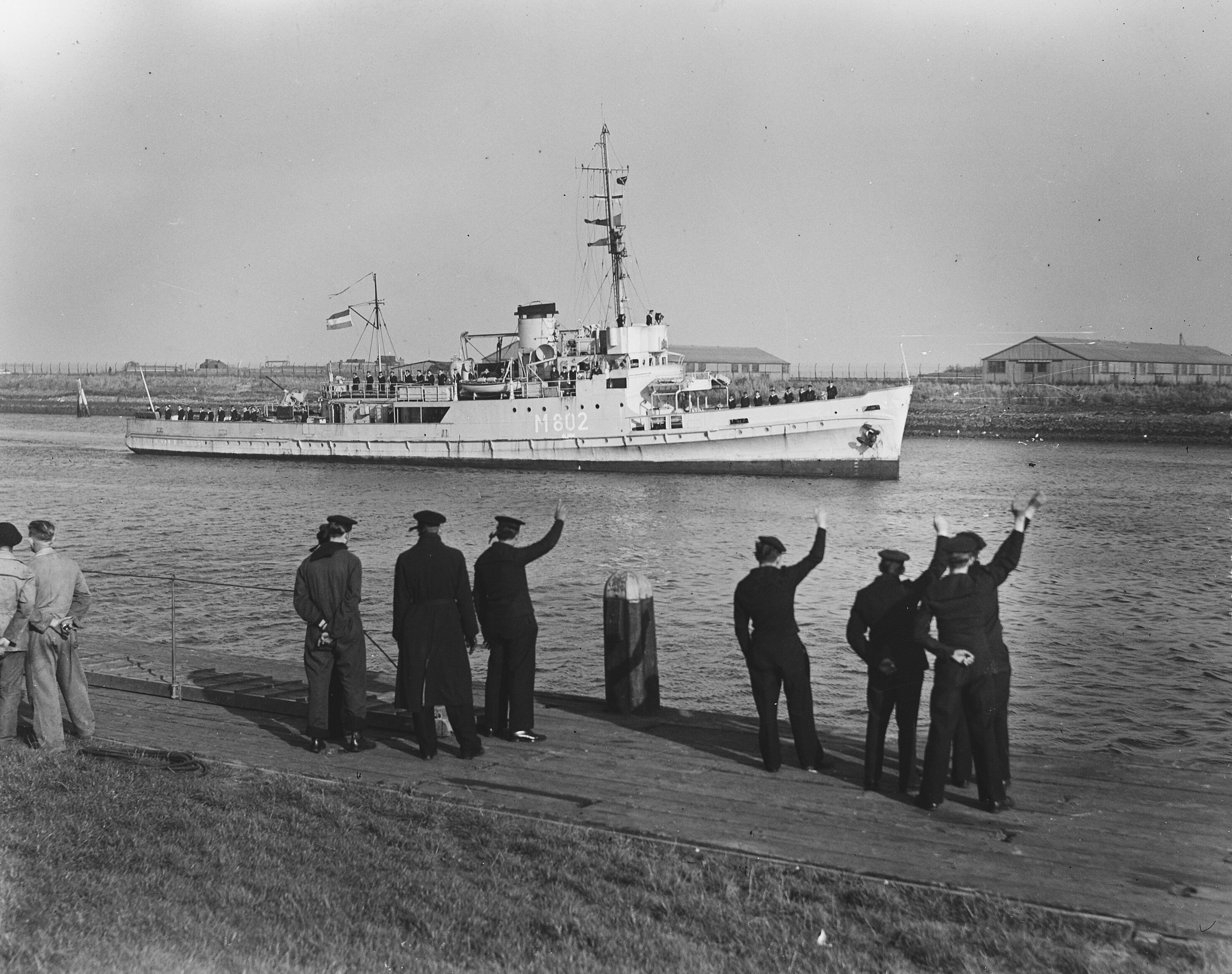
Willem van Ewijck

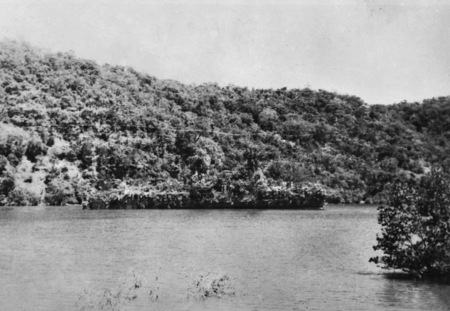
Abraham Crijnssen

Výzbroj tvořil jeden 75mm kanón na přídi, dva 12,7mm kulomety a čtyřicet min. K likvidaci min sloužil mechanický tral. Pohonný systém tvořily dva kotle Yarrow a dva parní stroje s trojnásobnou expanzí o výkonu 1600 hp, pohánějící dva lodní šrouby. Nejvyšší rychlost dosahovala patnáct uzlů. Dosah byl 4700 námořních mil při jedenácti uzlech.

### Modifikace
Australským a britským námořnictvem za války provozované minolovky Abraham Crijnssen a Jan van Gelder dostaly v letech 1942–1943 upravenou výzbroj jednoho 76mm kanónu a dvou 20mm kanónů Oerlikon.

## Služba
Na počátku války v Pacifiku se několik těchto minoloviek nacházelo v Nizozemské východní Indii. V průběhu února se situace spojenců v oblasti stala kritickou a po prohraných bitvách v Jávském moři a v Sundském průlivu se spojenecká plavidla pokusila z oblasti uniknout. Dne 2. března 1942 byl Pieter De Bitter potopen vlastní posádkou v Surabaji, 8. března 1942 Eland Dubois potopila vlastní posádka a Jan Van Amstel potopil japonský torpédoborec Arašio při pokusu o proplutí úžinou Lombok do Indického oceánu. Zachránit se dokázala pouze minolovka Abraham Crijnssen. Posádka ji velmi pečlivě maskovala, aby vypadala jako malý ostrov. Přes den se skrývala a pohybovala se v noci podél pobřeží. Dne 20. března 1942 dosáhla australského přístavu Fremantle, jako poslední plavidlo, které dokázalo uniknout.

## Uživatelé
- Austrálie

- Nizozemsko

- Německá říše

- Spojené království